# Henryk Marzec
Henryk Marzec (ur. 9 stycznia 1939 w Niwce, zm. 25 października 2020) – polski dziennikarz prasowy i publicysta, działacz sportowy.

## Życiorys
Absolwent sosnowieckiej Szkoły Podstawowej nr 15 im. Stefana Żeromskiego. Po jej zakończeniu uczył się w kilku szkołach średnich, jednocześnie pracując. Po zdaniu eksternistycznej matury ukończył studia na Wydziale Polonistyki Wyższej Szkoły Pedagogicznej w Katowicach. Po jej ukończeniu podjął pracę katowickim „Dzienniku Zachodnim”, gdzie pisywał krótkie notki prasowe. Po kilku miesiącach wyjechał do Warszawy, gdzie podjął studia w Podyplomowym Studium Dziennikarskim Uniwersytetu Warszawskiego. Jednocześnie publikował w „Sztandarze Młodych” oraz tygodniku „Zarzewie”. Po powrocie do Katowic pracował w redakcji „Trybuny Robotniczej”, gdzie zajmował się tematyką sportową. Na początku lat 80. XX wieku przeniósł się do redakcji „Sportu”, gdzie pracował aż do przejścia na emeryturę. Specjalizował się w takich dyscyplinach jak boks, piłka ręczna, kajakarstwo, szermierka, judo oraz kolarstwo. Podejmował również inne inicjatywy prasowe: był inicjatorem wydawanego w latach 1999–2003 miesięcznika „Siódemka” oraz redaktorem prowadzącym periodyk „Kajakarstwo”.
Pracę dziennikarską łączył z działalnością w związkach sportowych i stowarzyszeniach. Był m.in. członkiem Zarządu Śląskiego Związku Bokserskiego (1979–1983), członkiem Zarządu Związku Piłki Ręcznej w Polsce (1984–1988), członkiem Komisji Popularyzacji i Propagandy Międzynarodowej Federacji Piłki Ręcznej IHF (1986–1993) oraz członkiem Klubu Dziennikarzy Sportowych Stowarzyszenia Dziennikarzy Rzeczypospolitej Polskiej w Katowicach. Był jednym z współorganizatorów Międzypaństwowego Turnieju w Piłce Ręcznej Kobiet o Puchar Śląska, a także Mistrzostw Świata B w Piłce Ręcznej Kobiet w Katowicach w 1983 roku.

### Publikacje
- Szermierka na Śląsku (Historia medalami pisana) (2002)
- O biathlonie w Polsce w oparciu o klub Dynamit Chorzów (2002)
- Boks na Śląsku (2003)
- Piłka ręczna na Śląsku (2004)
- Medalowe riposty (2007)
- Ze Śląska na olimpijskie areny (2012)